# Giorgio Bassi
Giorgio Bassi (Milaan, 20 januari 1934) is een voormalig Italiaans Formule 1-coureur. Hij reed 1 race; de Grand Prix van Italië in 1965 voor het team Scuderia Centro Sud.